# Minix 3
MINIX 3 — проєкт, метою котрого є створення маленької, простої та високонадійної операційної системи. MINIX 3 є третьою версією ОС Minix.
Головний акцент у системі робиться на надійності. Початковий код системи складається усього із 4000 рядків, що робить її дуже маленькою. Система розповсюджується під ліцензією BSD.

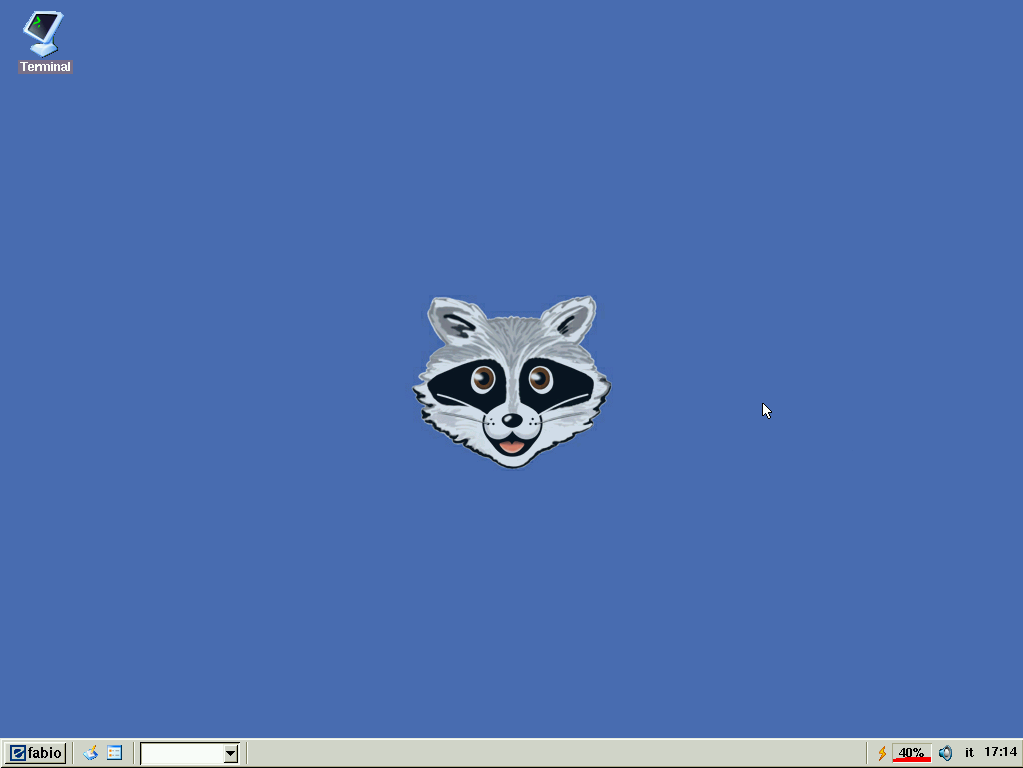
MINIX 3.1.7 з віконним менеджером EDE
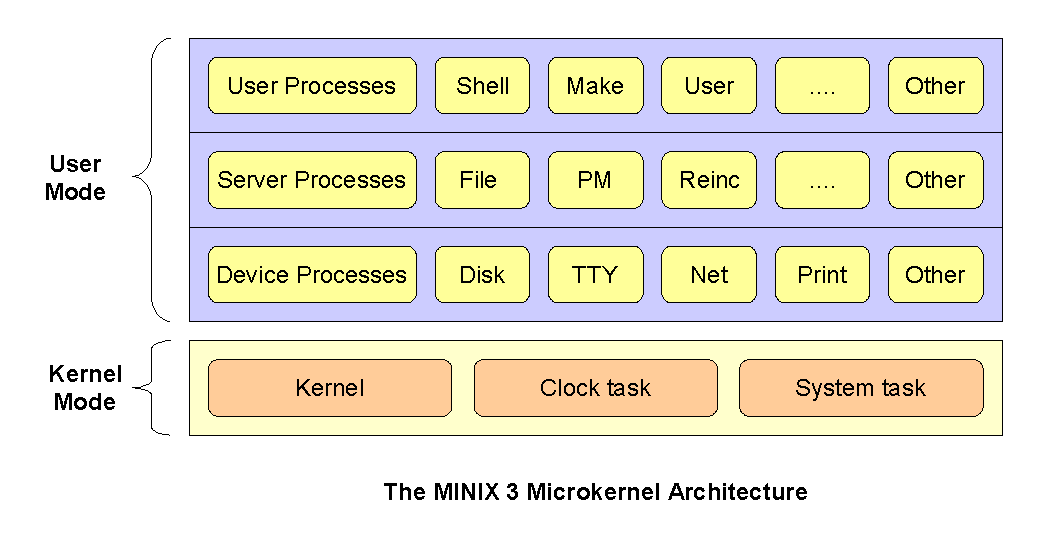
The MINIX 3 Microkernel Architecture
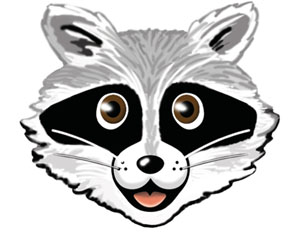
Rocky Raccoon, the mascot of Minix 3.